# Cueva

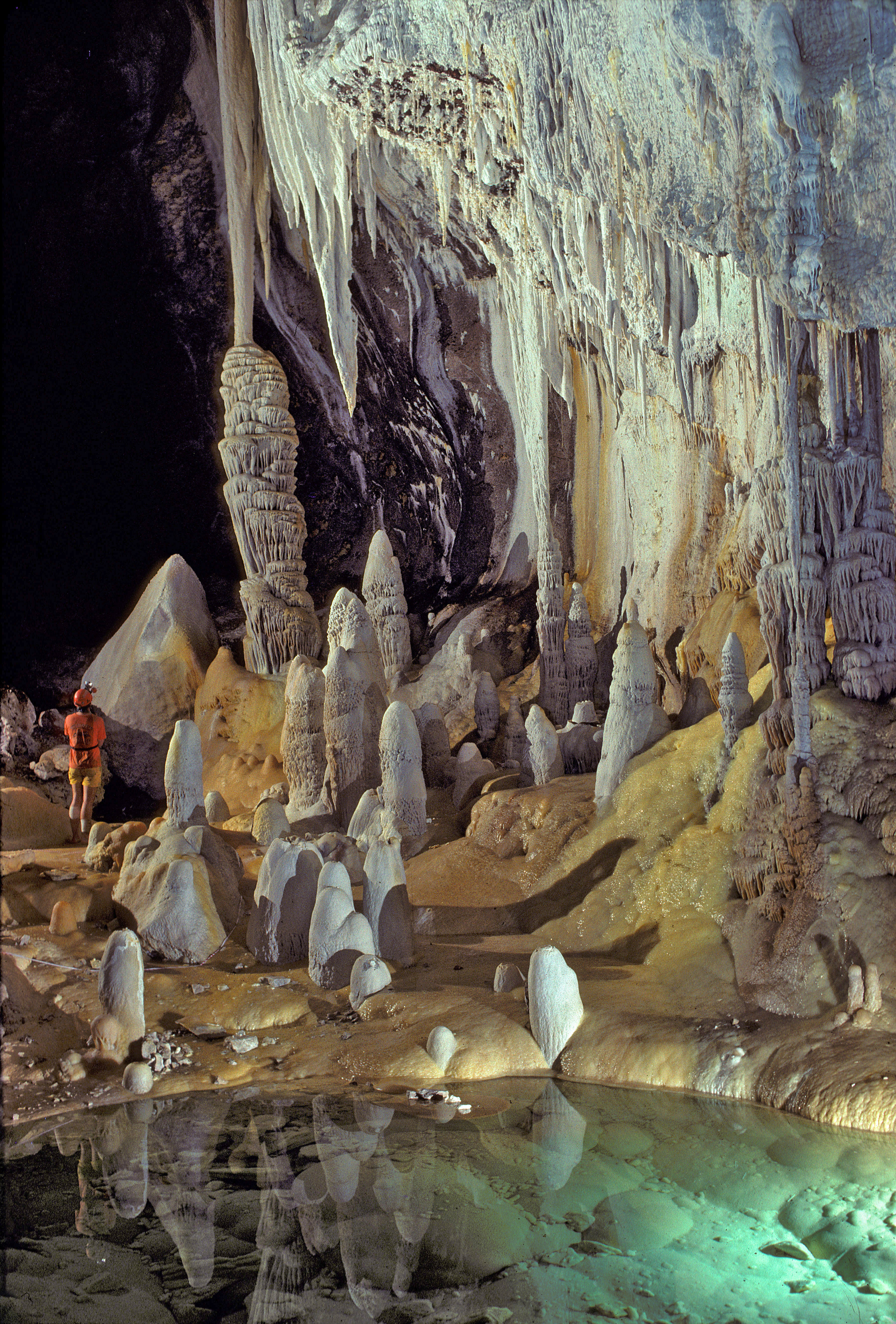
Cueva Lechuguilla, en Nuevo México.

Una cueva, caverna o gruta es una cavidad más o menos extensa del terreno formada por causas naturales o artificiales. Habitualmente es el resultado de algún tipo de erosión de corrientes de agua, hielo o lava, o menos común, una combinación de varios de estos factores. En el más común de los casos, las cuevas se forman por la disolución de la roca caliza por parte del agua ligeramente ácida.
En ocasiones es apta para servir de cobijo a animales y seres humanos, pudiendo ser acondicionada para vivienda en forma de casas cueva y otros usos antrópicos. Generalmente son húmedas y oscuras; en algunas solo cabe una persona, mientras que en otras, como la red del Parque Nacional de Mammoth Cave (Kentucky), tienen kilómetros de extensión. Hay cavernas muy profundas como en Abjasia, donde se alcanza el mayor desnivel en la cueva Verióvkina con más de 2000 m bajo el nivel de la superficie.

## Formación y clasificación

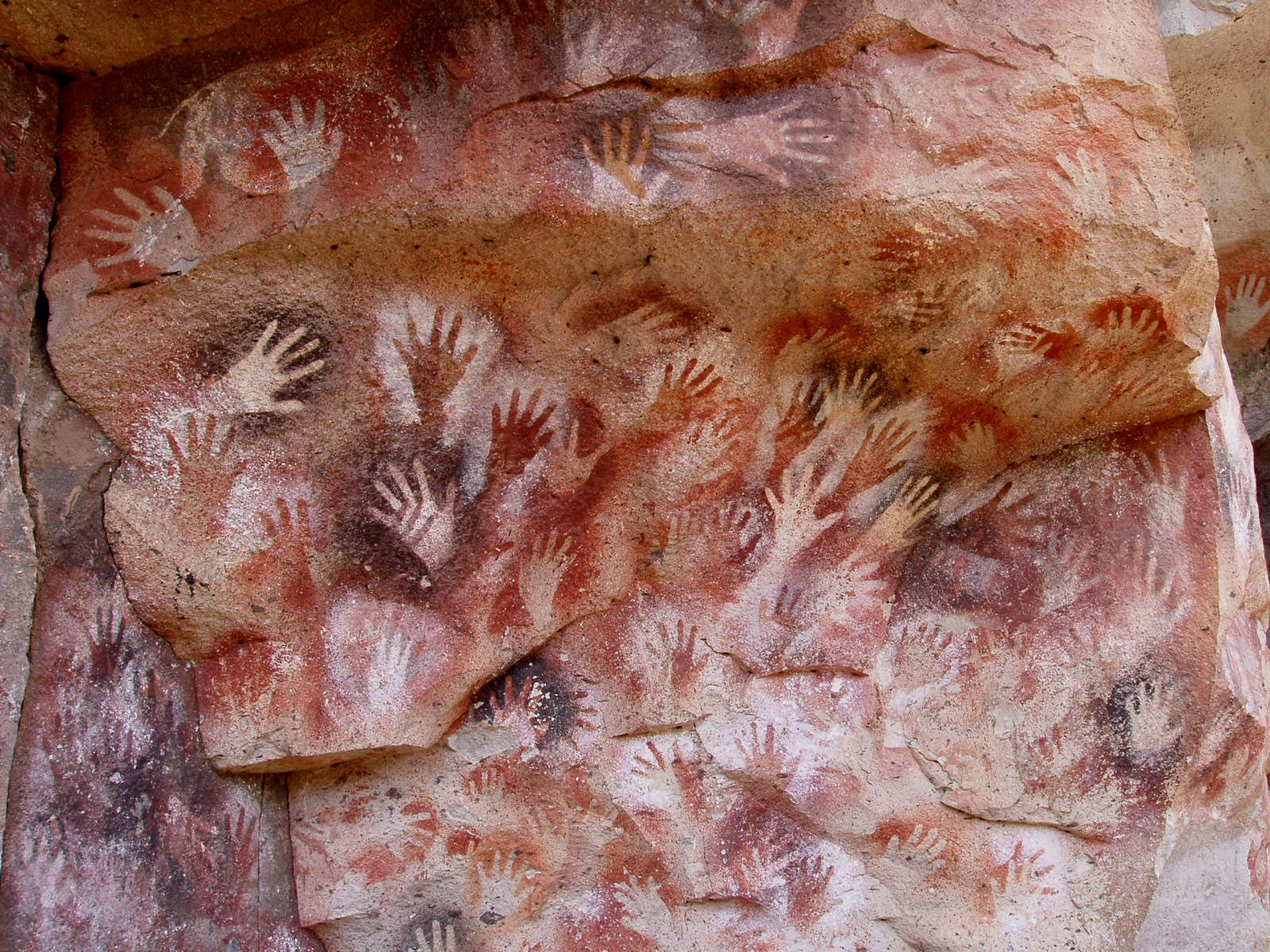
La famosa Cueva de las Manos, en Argentina, el sitio más antiguo de arte de América.

Las cuevas se forman mediante procesos de espeleogénesis que involucran actividad química, geológica, fuerzas tectónicas e influencias atmosféricas.
Dependiendo del momento en que se crearon las cuevas en relación con la formación de la roca que las componen, se pueden dividir en:

### Cuevas primarias ovolcánicas
Algunas cavernas se forman al mismo tiempo que la roca circundante. Estas reciben el nombre de cuevas primarias o cuevas singenéticas, según la clasificación de J. Montoriol-Pous.
Un tubo volcánico se forma durante la actividad eruptiva a la vez que la roca encajante (carácter singenético) por desplazamientos de lava fluida entre lava ya consolidada (carácter reogenético) y son las más comunes de estas cuevas primarias. La lava expulsada por un volcán fluye hacia abajo y cuando la superficie se enfría se endurece, actuando como aislante térmico bajo el que la lava sigue fluyendo hasta que la erupción termina y acaba por dejar un hueco vacío en el interior del tubo.
El más importante tubo de lava se encuentra en Hawái. La cueva Kazumura, ubicada cerca la ciudad costera de Hilo, es el tubo más largo y profundo del mundo y además es la octava cueva más larga en los Estados Unidos.

### Cuevas secundarias

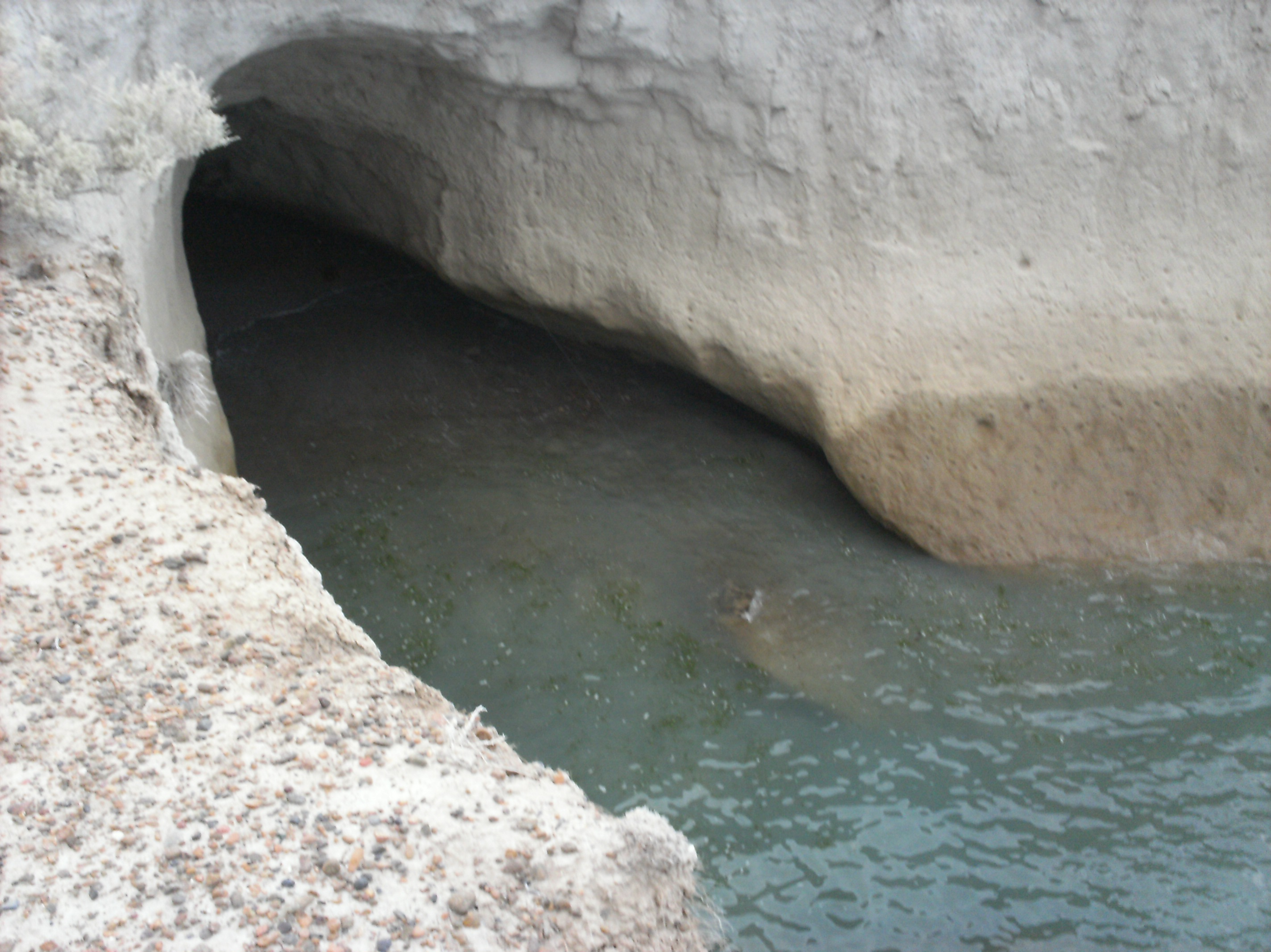
La playa de cabo San Jorge, en Caleta Cordova, afectada por muchas cuevas.

Las cuevas secundarias o epigenéticas se originan dentro de las rocas después de que ellas mismas se han formado, por procesos en los cuales la roca encajante se descompone (meteorización) y se pierde material por medio de la erosión y, ejemplo más corriente, por karstificación o pseudokarstificación (fenómenos químicos de disolución de la roca). La karstificación propiamente dicha se da en calizas y dolomías, quedando otras rocas como la cuarcita, halita o yeso vinculadas a procesos de pseudokarstificación o epechepe.
También se forman cavernas secundarias por procesos tectónicos que no descomponen la roca, sino que la fracturan, como las diaclasas y los Trollegater.
- Las cuevas marinas son muy comunes a lo largo de las costas del mundo, pero están restringidas a aquellas zonas en donde el oleaje desgasta las rocas de las costas y son generalmente más pequeñas. Pueden encontrarse en cualquier clase de roca.
- Las cuevas de hielo se producen debajo de un glaciar por derretimiento. También pueden formarse por una muy pequeña corriente en el hielo la cual tiende a cerrar las cavidades nuevamente.
- Las cuevas kársticas se forman en macizos calcáreos (calizas, dolomías) por disolución de la roca encajante. El agua fitrada por las fracturas se encuentra cargada de CO2 y el pH ácido que adquiere (H2CO3) va disolviendo la roca lentamente, en un proceso que puede durar millones de años. Este proceso también crea formaciones rocosas como estalactitas y estalagmitas. El mayor sistema de cuevas conocido de este tipo es Mammoth Cave, en EE.UU., con más de 590 km de galerías interconectadas. En España, el Sistema del Mortillano (Cantabria) alcanza los 114 km de desarrollo. La más profunda de las simas kársticas conocidas es Krubera-Voronya, en Abjasia, con 2190 m de profundidad y actualmente es la única cavidad del planeta que supera los 2000 metros de desnivel.

## Espeleología
A las personas que estudian cavernas se les denomina espeleólogos. Su uniforme consiste en ropa impermeable (por el fango y la humedad), cuerdas de nailon, cascos dotados de lámparas y escaleras de cable de acero o kits de SRT. 

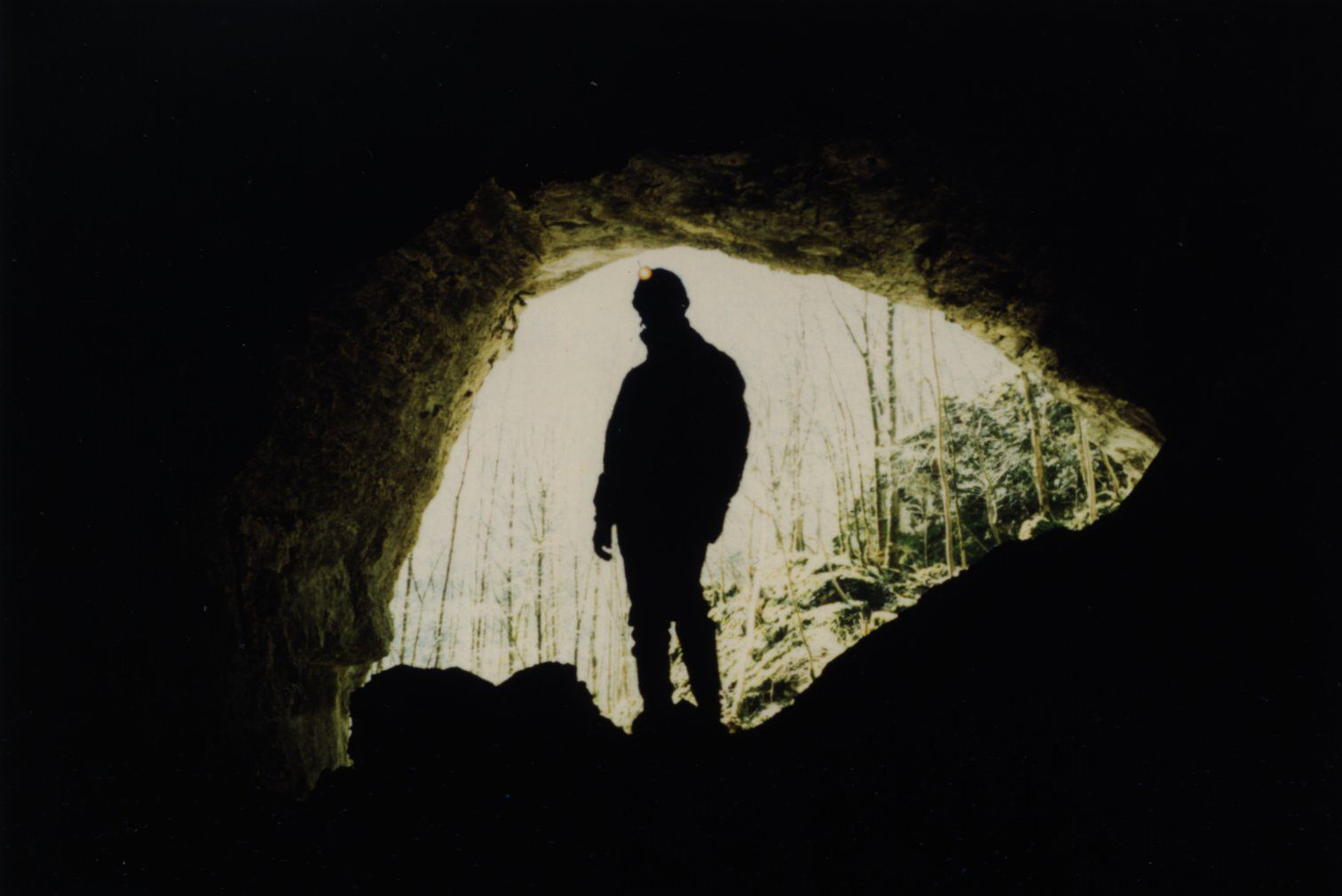
Espeleólogo.

Los espeleólogos trabajan en equipo y pueden permanecer en una caverna varios días. Es una actividad peligrosa: la lluvia puede causar la inundación de la caverna o producir desprendimiento de rocas.

## Estalactitas y estalagmitas
Las estalactitas son delgadas formaciones de piedra calcárea que cuelgan del techo. El agua que se filtra se vuelve un mineral blanco llamado calcita; al secarse el agua va acumulando el mineral. Se va formando la estalactita en un proceso muy lento, ya que crece unos 0,5 cm por siglo. A su vez pueden originarse formaciones en el suelo que toman forma cónica producto del lento goteo, a estas formaciones se las denomina estalagmitas.

## Récords y superlativos

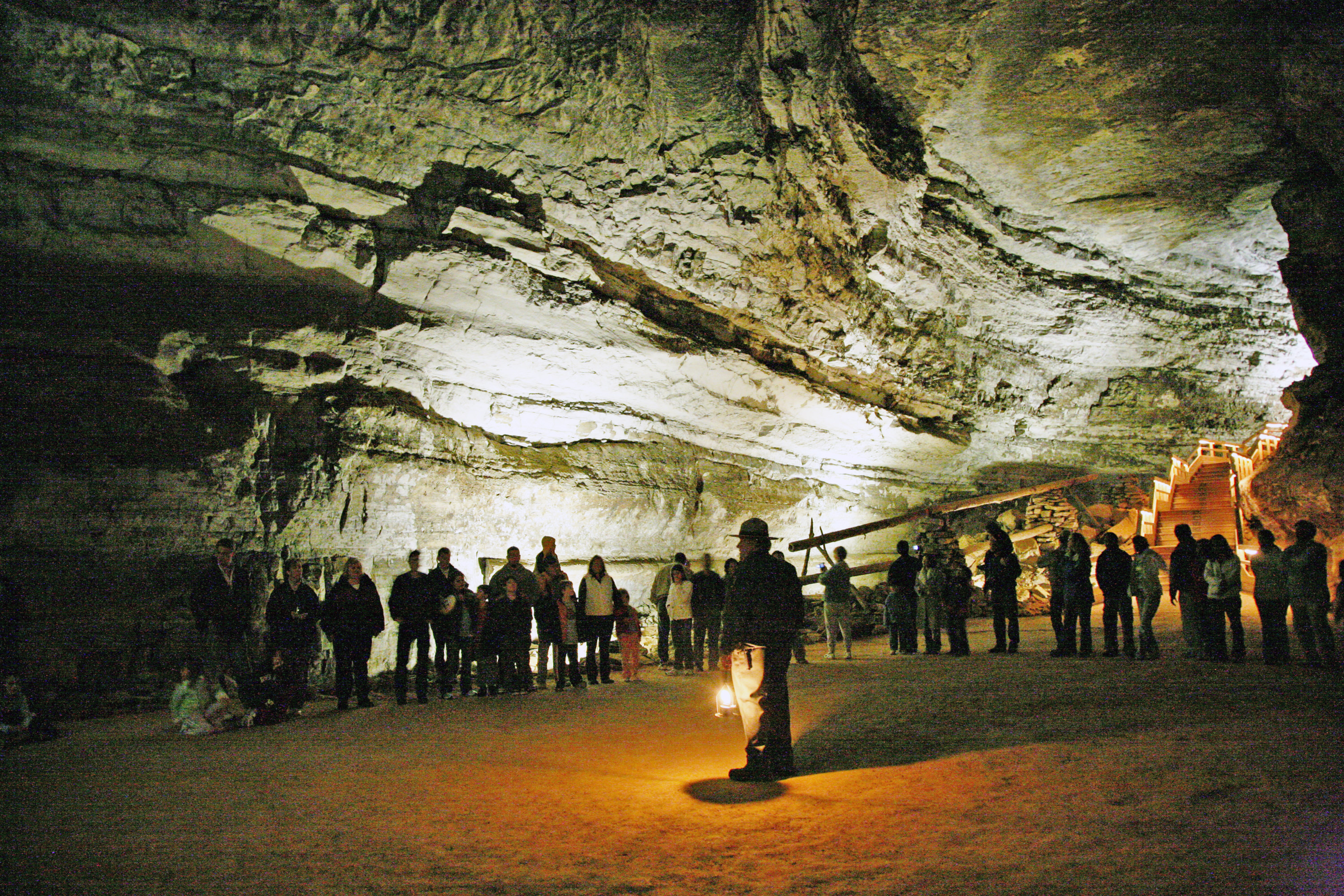
El sistema de galerías de Mammonth, en Estados Unidos, es el de mayor longitud del mundo con 628 kilómetros conocidos.

- El sistema de cuevas de mayor longitud total de galerías exploradas es la cueva Mammoth (Kentucky, EE.UU.) con 628 km de longitud. Este récord es poco probable que sea superado en el futuro cercano, ya que la siguiente cueva conocida más extensa es la cueva Jewel, cerca de Custer, Dakota del Sur, con 242 km.[3]

- La cueva submarina más larga explorada es el sistema Sac Actun en Yucatán, México, con 372 km.[3] El récord se ha alternado varias veces con el sistema Ox Bel Ha, actualmente con 272 km.

- La gruta más profunda conocida (medida a partir de su entrada más alta y su punto más bajo) es la cueva de Veryovkinprbjasia, con una profundidad de más de 2200 m[4] Esta fue la segunda cueva explorada con una profundidad de más de 2 km. (La primera cueva que desciende por debajo de 1 km fue la famo sa Gouffre Berger en Francia). La cueva Illyuzia-Mezhonnogo-Snezhnaya en Georgia (1753 m) y el Lamprechtsofen Vogelschacht Weg Schacht en Austria (1632 m) son actualmente la segunda y tercera cuevas más profundas. El récord de la cueva más profunda ha cambiado varias veces en los últimos años.

- La sima vertical más profunda tiene 603 m y está en la cueva Vrtoglavica, en Eslovenia. La segunda más profunda Patkov Gušt, con 553 m, en la montaña Velebit, Croacia.
- El pozo de mayor envergadura explorado en el mundo es el Gran Pozo MTD de la Torca del Porrón en Cantabria (España) con un desnivel de 436 metros en un solo tramo.

- La sala o cámara más grande jamás descubierta es la cámara de Sarawak, en la Gunung Mulu National Park (Miri, Sarawak, Borneo, Malasia), una cámara inclinada, salpicada de rocas, con una superficie de aproximadamente 700 por 400 metros y una altura de 80 m. El sistema de cuevas Clearwater se cree que es la cueva más grande del mundo por volumen, con un volumen calculado de 30 347 540 m³.

- La cueva Charles Brewer - Carías, es la cavidad de cuarcita más grande del mundo, ubicada en el Churí tepuy, macizo del Chimantá en Bolívar, Venezuela. Cuenta con una longitud de 4482 m.

- La mayor galería que se haya descubierto en la cueva de Son Doong en el Parque Nacional Phong Nha-Ke Bang, provincia de Quảng Bình, Vietnam. Explorada por científicos de cuevas vietnamito-británicos, de la British Cave Research Association, tiene 4,6 km de longitud con 80 m de altura y anchura en la mayor parte de su longitud, aunque en parte de su longitud supera los 140 m tanto en altura como anchura.[5]

## Cuevas más grandes

### España

#### Cavidades de más de 1000 m de desnivel
| Nombre                             | Sinónimos              | Ubicación      | Profundidad [m] |
| ---------------------------------- | ---------------------- | -------------- | --------------- |
| Torca del Cerro del Cuevón         | Torca de la Saxifragas | Asturias       | -1589           |
| Sima de la Cornisa                 | asturias               | León           | -1507           |
| Sistema del Trave                  |                        | Asturias       | -1441           |
| Sistema de la Piedra de San Martín |                        | Navarra        | -1410           |
| Illaminako Ateeneko Leizea         | BU.56                  | Navarra/Huesca | -1385           |
| Sistema Arañonera                  |                        | Huesca         | -1349           |
| Torca de los Rebecos               | T.27                   | Asturias       | -1255           |
| Pozo del Madejuno                  |                        | León           | -1252           |
| Sistema del Jitu                   |                        | Asturias       | -1232           |
| Piedras Verdes                     | PC-26                  | Asturias       | -1187           |
| Torca del Cueto de los Senderos    |                        | Cantabria      | -1169           |
| Torca Idoúbeda                     |                        | Asturias       | -1167           |
| Sistema de las Fuentes de Escuain  | Sistema Badalona       | Huesca         | -1151           |
| Sistema Julagua                    | Tormenta, La Texa      | Asturias       | -1102           |
| Sistema Castil / Carbonal          |                        | Asturias       | -1028           |
| Torca Urriello                     |                        | Asturias       | -1022           |
| Sistema Sima Gesm                  | Sima de la Luz         | Málaga         | -1025           |
| Sistema de Lecherines              |                        | Huesca         | -1009           |

#### Cavidades de más de 50000 m de desarrollo
| Nombre                             | Sinónimos        | Ubicación         | Desarrollo [m] |
| ---------------------------------- | ---------------- | ----------------- | -------------- |
| Sistema del Mortillano             |                  | Cantabria         | 117 000        |
| Ojo Guareña                        |                  | Burgos            | 110 000        |
| Sistema del Gándara                |                  | Cantabria         | 106 790        |
| Sistema del Alto Tejuelo           |                  | Cantabria         | 100 907        |
| Sistema de la Piedra de San Martín |                  | Navarra           | 80 200         |
| Cueva del Valle                    | Red del Silencio | Cantabria/Vizcaya | 63 000         |
| Cova Des Pas de Vallgornera        |                  | Baleares          | 62 909         |
| Sistema de los Cuatro Valles       |                  | Cantabria         | 52 439         |

#### Grandes verticales (pozos de más de 300 m)
| Nombre del pozo      | Sima                                           | Ubicación | Profundidad [m] |
| -------------------- | ---------------------------------------------- | --------- | --------------- |
| Pozo de los Pasiegos | Sima del Tejón                                 | Cantabria | 346             |
| Pozo Negro           | Sima de la Llana del Tejes Sistema Garma Ciega | Cantabria | 340             |
| Pozo Lépineux        | Sistema de la Piedra de San Martín             | Navarra   | 320             |
| Pozo Buldo           | Sima de la Mole                                | Cantabria | 314             |
| Puits du Vautour     | Cueva Uterdineta Grotte de L'Ours              | Navarra   | 310             |
| Pozo Vicente Alegre  | Sistema del Trave                              | Asturias  | 309             |
| Pozo de los Caínes   | Torca de Cabeza Llambrera Sil de Oliseda       | León      | 308             |
| Pozo Tras la Hayada  |                                                | Asturias  | 306             |
| Pozo Juhué           | Sima del Cueto Sistema Cueto–Coventosa         | Cantabria | 302             |

### En el Mundo

#### Cavidades de más de 1000 m de desnivel
1.	SIMA KRÚBERA-VORONYA	Abjasia	-2.197 m
2.	ILLYUZIYA-SNEZHNAYA- MEZHONNOGO	Georgia 	-1.753 m
3.	Cavernas Del Río Camuy, Puerto Rico -1.632 m
4.	GOUFFRE MIROLDA -LUCIENGBOUCLIER	Francia	-1.626 m
5.	RÉSEAU JEAN-BERNARD	Francia 	-1.602 m
6.	TORCA DEL CERRO DEL CUEVÓN-T. de las SAXIFRAGAS	España 	-1.589 m
7.	SIMA SARMA	Georgia	-1.543 m
8.	VJACHESLAVA PANTJUKHINA	Georgia 	-1.508 m
9.	SIMA de la CORNISA - Torca Magali	España	-1.507 m
10.	CEHI 2 - " LA VENDETTA" 	Eslovenia	-1.502 m
11.	SISTEMA CHEVE (Cuicateco)	México	-1.484 m
12.	SISTEMA HUAUTLA	México 	-1.475 m
13.	SISTEMA DEL TRAVE	España 	-1.441 m
14.	EVREN GUNAY DÜDENI 	Turquía 	-1.429 m
15.	SUSTAV LUKINA JAMA - Trojama	Croacia 	-1.421 m
16.	BOJ BULOK 	Uzbekistán 	-1.415 m
17.	SISTEMA DE LA PIEDRA DE SAN MARTÍN-	España/Francia 	-1.410 m
18.	KUZGUN CAVE	Turquía	-1.400 m
19.	ILLAMINAKO ATEENEKO Leizea	España 	-1.385 m
20.	ABISSO PAOLO ROVERSI	Italia 	-1.350 m
21.	SISTEMA ARAÑONERA	España	-1.349 m
22.	SIEBENHENGSTE - HOHGANT HOEHLENSYSTEM	Suiza 	-1.340 m
23.	SLOVACKA JAMA	Croacia	-1.320 m
24.	GOUFFRE BERGER	Francia 	-1.320 m
25.	SISTEMA POLSKA JAMA - MALA BOKA	Eslovenia	-1.319 m
26.	HOCHSCHARTEN - HOHLENSYSTEM	Austria	-1.318 m
27.	COSA NOSTRA LOCH	Austria 	-1.291 m
28.	CUEVA CHARCO	México	-1.278 m
29.	SISTEMA VLADIMIR ILJUKHINA	Georgia 	-1.275 m
30.	GOUFFRE MURUK - BÉRÉNICE	Nueva Guinea	-1.258 m
31.	TORCA DE LOS REBECOS	España 	-1.255 m
32.	POZO DEL MADEJUNO	España 	-1.252 m
33.	BREZNO RENEJEVO	Eslovenia	-1.242 m
34.	SISTEMA CRNELSKO BREZNO	Eslovenia	-1.241 m
35.	SISTEMA DEL XITU	España 	-1.232 m
36.	SOTANO AKEMATI	México	-1.226 m
37.	KIJAHE XONTJOA	México	-1.223 m
38.	OZTO J-02	México	-1.222 m
39.	SCHWER - HOEHLENSYSTEM - BATMAN HÖHLE	Austria	-1.219 m
40.	ABISSO OLIVEFER 	Italia 	-1.215 m
41.	Sima GORGOTHAKAS	Grecia	-1.208 m
42.	DACHSTEIN - MAMMUTHÖHLE	Austria	-1.207 m
43.	COMPLESSO DELL ALTO RELECCIO (Vive le Donne)	Italia	-1.198 m
44.	CUKURPINAR DÜDENI	Turquía 	-1.190 m
45.	TORCA PIEDRAS VERDES	España	-1.187 m
46.	ABISSO FIGHIERA - ANTRO DEL CORCHIA	Italia 	-1.187 m
47.	VANDIMA 	Eslovenia 	-1.182 m
48.	SISTEMA NOGOCHI (EL SANTITO - AKEMABIS)	México	-1.182 m
49.	JUBILAÜMSCHACHT	Austria 	-1.173 m
50.	GOUFFRE DU BRACAS DE THURUGNE - BT6 	Francia 	-1.170 m
51.	ANOU IFFLIS	Argelia 	-1.170 m
52.	TORCA DEL CUETO DE LOS SENDEROS (SIMA 56) 	España 	-1.169 m
53.	TORCA IDOUBEDA	España 	-1.167 m
54.	ABBISSO PERESTROIKA	Italia	-1.160 m
55.	SISTEMA de las FUENTES DE ESCUAÍN (B15 - B1)	España 	-1.151 m
56.	TANNE DES PRA D'ZEURES TO75	Francia 	-1.148 m
57.	FEICHTNER-SCHACHTHÖHLE	Austria	-1.145 m
58.	COMPLESSO DEL FORAN DEL MUSS	Italia	-1.140 m
59.	SISTEMA MOLICKA PEC	Eslovenia 	-1.135 m
60. Sistema Sima Gesm - Sima de la Luz Málaga -1.025 m
60.	ABISSO SARAGATO	Italia	-1.125 m
61.	MOSKOVSKAYA CAVE	Abjasia	-1.125 m
62.	GAMSLOCHER - KOLOWRATSYSTEM	Austria	-1.119 m
63.	COMPLEJO SIMA GESM (Sima GESM-Sima de la Luz)	España 	-1.112 m
64.	ARABIKSKAJA 	Georgia	-1.110 m
65.	GOUFFRE DU LION (LOC21)	Grecia	-1.110 m
66.	SISTEMA JULAGUA (Tormenta - La Texa)	España	-1.102 m.
67.	KAZUMURA CAVE 	EE.UU. (Hawái) 	-1.101 m
68.	SCHNEELOCH 	Austria	-1.101 m
69.	DÖF - SONNENLEITER HÖEHLENSYSTEM	Austria	-1.092 m
70.	DZOU	Georgia	-1.090 m
71.	JAGERBRUNNTRO HÖEHLENSYSTEM	Austria	-1.078 m
72.	HIRLANTZHÖHLE	Austria	-1.070 m
73.	MUTTSEEHÖHLE	Suiza	-1.070 m
74.	SOTANO DE OCOTEMPA	México	-1.070 m
75.	SCIALET DE LES NUITS BLANCHES	Francia	-1.066 m
76.	ABISSO MANI PULITE	Italia	-1.060 m
77.	RAUCHERKARHÖHLE-FUERTAL HÖHLENSYSTEM	Austria	-1.060 m
78.	RIESENDING - SCHACHTLÖLE	Alemania	-1.058 m
79.	POZZO DELLA NEVE	Italia	-1050 m
80.	ABISSO SATANACHIA	Italia	-1.040 m
81.	SCHWARZMOOSKOGELHOEHLENSYSTEM - KANINCHÖHLE	Austria	-1.030 m
82.	ABISSO LED ZEPPELIN	Italia	-1.030 m
83.	HEBSTHÖHLE - MEANDERHÖHLE	Austria	-1.029 m
84.	SISTEMA CASTIL - CARBONAL	España	-1.028 m
85.	ABISSO CHIMERA	Italia	-1.028 m
86.	JAMSKI SUSTAV VELEBITA	Croacia	-1.026 m
87.	ELLIS SYSTEM	Nueva Zelanda	-1.026 m
88.	P35 - BLEIKOGELHÖHLE (Hedwighöhle)	Austria	-1.023 m
89.	TORCA URRIELLO	España	-1.022 m
90.	TIAN XING DONGXUEXITANG	China	-1.020 m
91.	BUCA GODOFREDO	Italia	-1.015 m
92.	SONCONGA	México	-1.014 m
93.	SISTEMA LECHERINES	España	-1.009 m
94.	COMPLESSO del MONTE TAMBURA	Italia	-1.008 m

## Cuevas importantes

### En España
- Arte rupestre paleolítico del Norte de España
- Arte Rupestre del norte de España, Patrimonio de la Humanidad
- Cuevas de Cantabria
- Cueva del Salnitre
- Cueva de los Casares
- Arte rupestre del arco mediterráneo de la península ibérica
- Arte rupestre del extremo sur de la península ibérica
- Cueva de Nerja
- Abrigo del Gorgocil
- Cueva de Don Juan

### Otras
- Cuevas del diablo en el Salar de Arizaro
- Valle de Las Cuevas
- Cueva de las manos
- Caverna puente del diablo
- Sitios prehistóricos y grutas decoradas del valle del Vézère
- La Madeleine
- Lascaux
- Cuevas de Ajanta
- Cueva Lechuguilla
- Cueva del Cobre
- Abismo Guy Collet